# 호프너 500/1

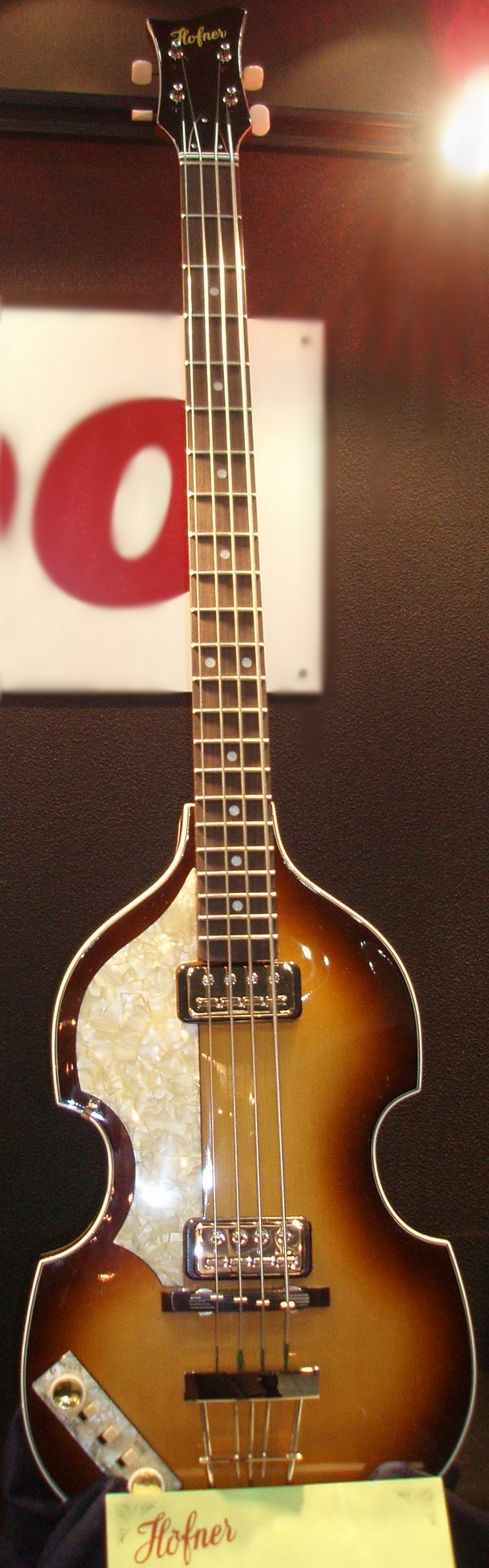

호프너500/1 바이올린 베이스(Höfner 500/1 violin bass, 별칭: "비틀 베이스"(Beatle bass) 또는 "캐번 베이스"(Cavern bass))는 호프너사에서 만드는 일렉트릭 베이스다.
폴 매카트니가 사용하는 베이스로 유명하다. 비틀즈 시절에는 1961·62년산을 사용하였다.